# KNM Olav Tryggvason
KNM Olav Tryggvason – patrolowiec typu Reine, używany przez oddział logistyczny Norweskiej Marynarki Wojennej. Patrolowce typu Reine są zmodyfikowaną wersją patrolowców typu Nornen.
Okręt, zaprojektowany w norweskim biurze konstrukcyjnym Skipsteknisk AS (projekt ST-610), zbudowany został w Stoczni Remontowej „Gryfia” w Szczecinie. Został zamówiony w 2007 r., a dostarczony w roku 2010. Ma możliwość transportu na pokładzie małych patrolowców i kontenerów.
W 2013 r. patrolowiec został przeniesiony ze Sjøheimevernetu do Marynarki Wojennej. KNM „Olav Trygvason” (P380) jest używany przez oddział logistyczny marynarki.